# کاوه مظفری
کاوه مظفری فعال اجتماعی و فعال حقوق زنان است. او از بنیان‌گذاران سازمان غیردولتی کانون هستیا اندیش برای حقوق زنان بوده و از اعضای کمپین یک میلیون امضا است.
به گفته خودش، «نزدیکی و گرایشم به فعالیت در قالب جنبش زنان در دو مرحله اتفاق افتاد. در ابتدا، کاملاً از جایگاهی سیاسی آغاز شد. با این تصور که همکاری با جنبش زنان و توجه به مطالبات زنان، می‌تواند در راستای اهداف عام و کلی برای تغییری سیاسی مفید باشد. در واقع، اگر صادق باشم، در آغاز رویکرد اصلی من مسئله جنسیتی نبود، بلکه مسئله‌ای سیاسی بود. اما به تدریج، تصوراتم تغییر کرد. به جای اینکه مسئله زنان به خوراکی برای کنش سیاسی بدل شود؛ در طول زمان، فعالیت‌های دیگری که انجام می‌دادم، معطوف به مسائل و اهدافِ «خاص» جنبش زنان شد. به این صورت که دیگر هدفِ فعالیت من، محدود به افقی سیاسی نیست، بلکه تغییری بلند مدت و عمیق در جامعه را چشم‌انداز کارهای خود قرار داده‌ام. در واقع، در حال حاضر مسئله برابری جنسیتی به دغدغهٔ اصلی فعالیت اجتماعی من بدل شده‌است. شاید علتِ عمده این تغییر گرایش، حضور فعالانهٔ من در فضای کنشگران جنبش زنان بود که توانستم بسیاری از خصوصیات مردسالارانه موجود در رفتار خودم را بشناسم و برای تغییر این رفتارها تلاش کنم.»
او خود را فمینیست می‌داند، «در ابتدا، تصور می‌کردم که مردان صرفاً می‌توانند «هوادار» فمینیست‌ها باشند و به آنها کمک کنند. اما در حال حاضر، معتقدم مرد فمینیست کسی است که مسئله نابرابری جنسیتی، مسئله زندگی‌اش باشد؛ یعنی، علاوه بر اینکه به موضوعات جنسیتی در زندگی روزمره حساس بوده و «نگرش» خود را دربارهٔ بسیاری از کلیشه‌های جنسیتی تغییر می‌دهد، بلکه تلاش می‌کند که در سطح «رفتار» نیز، چه فردی و چه جمعی، برابرخواه جنسیتی باشد.»
او در ۱۱ اردیبهشت ۱۳۸۸، روز جهانی کارگر، بازداشت شد. مأموران پس از تفتیش خانه او، جلوه جواهری همسرش را نیز بازداشت کرده و به همراه کاوه به زندان بردند. جلوه جواهری، فعال حقوق زنان، پژوهشگر علوم اجتماعی و از نویسندگان وب سایت مدرسه فمینیستی است.
او در ۴ تیر آزاد شد ولی مجدداً در ۱۸ تیر بازداشت شد. روز ۱۸ تیر او در حال همراهی مادر همسرش (گوهر بیات مادر جلوه جواهری) که بیمار بود به بیمارستان مصطفی خمینی واقع در خیابان ایتالیا بودند که توسط مأموران امنیتی در نزدیکی خانه خود بازداشت شد.
۱۸ تیر از روزهای اعتراض به نتایج دهمین انتخابات ریاست جمهوری ایران بود و نیروهای لباس شخصی که کاوه مظفری را به نام می‌شناختند وی را در راه بازگشت به خانه بازداشت نمودند و مادرهمسرش را که اعتراض می‌کرد نیز تهدید به دستگیری کردند.
او بعد از گذشت ۲۴ روز زندان توانست به اجازه ملاقات با مادر، پدر و همسر خود دست پیدا کند.
هنگام پیگری وضعیت فرزندنش، از آقای مظفری، پدر کاوه پرسیده‌اند «چرا فزرند شما که پسر است در کارهای زنان دخالت می‌کند؟»